# Moskvič S
Moskvič S (rusky: Москвичи серии С) byla řada tří prototypů osobního automobilu, které vyvíjela automobilka MZMA (Moskevský závod Malolitrážních automobilů), dnes Moskvič v druhé polovině 70. let. Měly nahradit Moskvič 412.
Práce na prototypu začaly v roce 1974, kdy byl vytvořen model nazvaný „Delta“. Roku 1975 byl během tří týdnů vytvořen první vůz této řady - Moskvič S1. Na začátku roku 1976 začalo testování. Vůz však nebyl schválen, a proto byl vytvořen Moskvič S2. Na rozdíl od svého předchůdce měl méně futuristický vzhled. Moskvič S3 byl již téměř dodělaný a připravený na sériovou výrobu. Automobilka Moskvič ale dostala příkaz vyvinout nový automobil s předním pohonem, a tak se tato řada do sériové výroby nikdy nedostala.